# レーマン

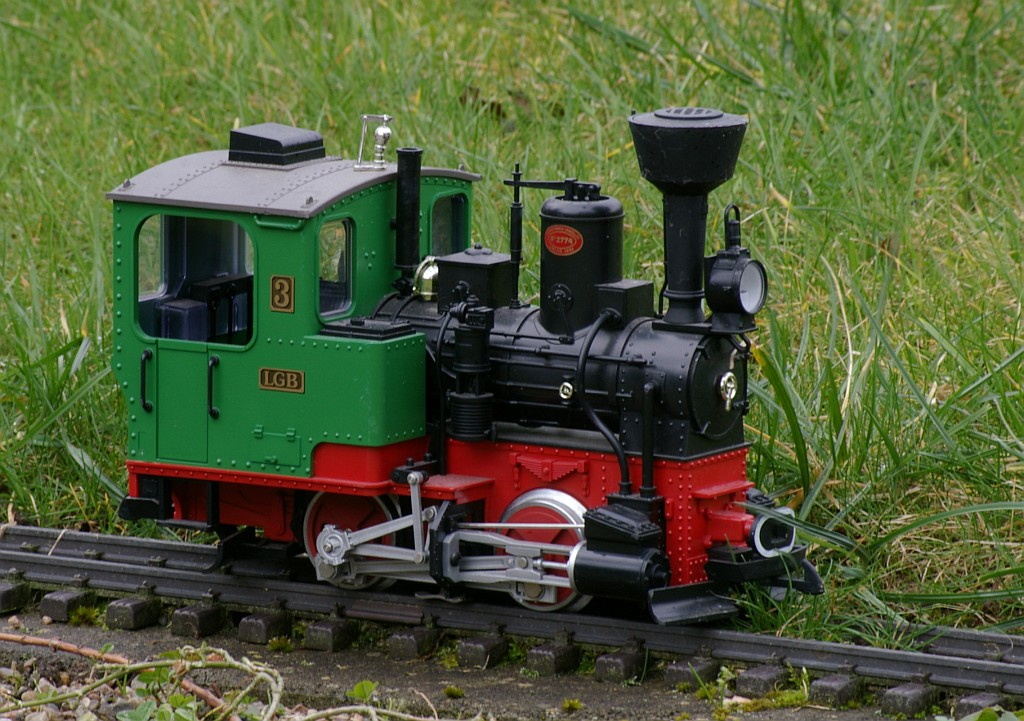
LGBの古典蒸気機関車である「Stainz」

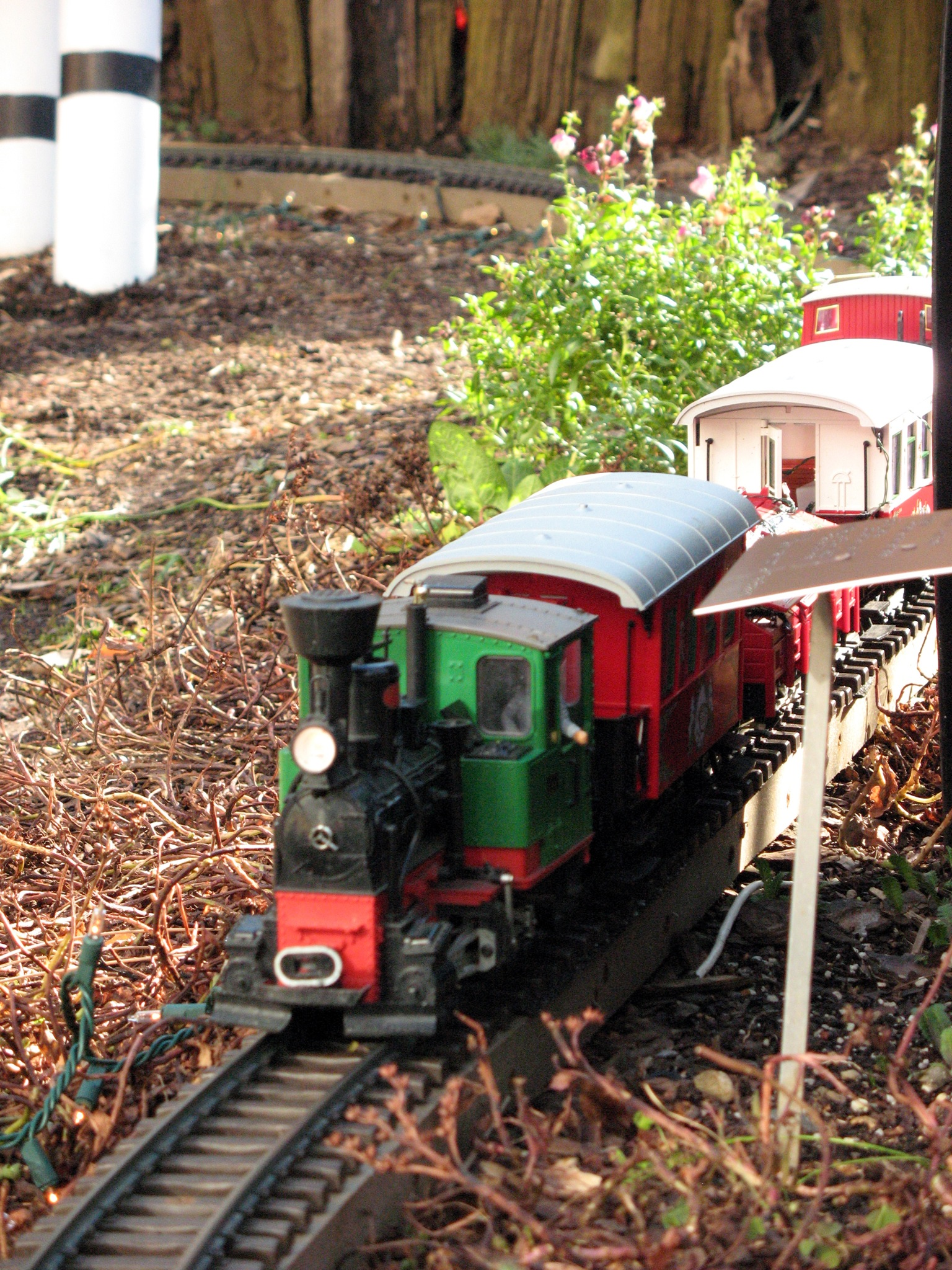
庭園鉄道での典型的なLGBの列車

レーマンはドイツの玩具メーカーである。

## 概要
「LGB」や「Lehmann-Groß-Bahn 」の名で知られるGゲージ鉄道模型を初めて発売したメーカー。「Lehmann-Groß-Bahn」はレーマン大型鉄道を意味する。2番ゲージの鉄道模型をナローゲージ化し、縮尺1/22.5の車両を1番ゲージと同じく軌間45mmの線路に走らせたものである。近年はナローゲージだけでなく標準軌の車両も模型化している。

## 歴史
1881年、金属玩具の工場としてブランデンブルク・アン・デア・ハーフェルで創業した。1950 - 1951年にニュルンベルクへ移転した。
1968年、ニュルンベルク国際玩具見本市で耐候性のある庭園鉄道の展示を行った。当初は「Lehmann-Garten-Bahn」(レーマン庭園鉄道) と称した。 
1987年、アメリカ現地法人として「LGB of America」が設立され、独自の展開を始める。後にアメリカ国内でも生産を開始した。ヨーロッパ型の製品は大半がドイツで生産され、アメリカ向けの貨車の大半は中国製である。
2006年に会社は125周年を迎えたが、同年末破産した。2007年にメルクリンの傘下に入った。

## 製品
他の同種の鉄道模型との大きな違いは耐候性である。全ての機関車、車両、線路、付属品は雨や雪に対して庭園鉄道として必要な耐性を持つ。
LGBブランドの最初の機関車はオーストリアの車輪配置0-4-0の小型機関車「Stainz」である。この機関車はLGBのロゴマークにもなっており現在も生産されている。現在はサウンドシステムを持ち、1968年の型とは機構が異なる。
LGBで使用されるデジタルコマンドコントロールシステムは、レンツ・エレクトロニック製で、全米鉄道模型協会規格 (NMRA規格) である。レンツ・エレクトロニック自体もNMRA規格のデジタルコマンドコントロールシステムを製造・販売している。
かつて、プレイモービルから発売されていた鉄道セット (現行のプレイモービル製品とは別) は線路や車両のシステムが直流二線式で、Gゲージ鉄道模型と互換性があった。そのため、プレイモービルの車両をレーマンのシステムに組み込んで使う事が出来た。逆にLGBの線路や分岐器が、初期のプレイモービルで使用された。